# Cemetery Hill
Cemetery Hill er en central del af geografien på slagmarken ved Gettysburg. Den ligger på den nordligste del af Cemetery Ridge. Den spillede en vigtig rolle i alle tre dages kampe under slaget ved Gettysburg fra 1. juli til 3. juli 1863.
Under slaget var Cemetery Hill en kritisk del af Unionshærens forsvarslinie idet den udgjorde den buede del af det som blev beskrevet som fiskekrogslinjen. Der var tre vigtige kendetegn ved bakken. For det første betød dens lave hældning at den var ideel til forsvar mod datidens infanteritaktik. For det andet var den en fremragende platform for artilleri med gode sigtelinier som dækkede store dele af byen og resten af slagmarken. For det tredje og mest vigtigt var det stedet hvor tre vigtige veje mod syd samledes: Emmitsburg Road, Taneytown Road og Baltimore Pike. Disse veje var af kritisk betydning for fremføring af forsyninger til Unionens hær og blokerede samtidig Konføderationens vej mod Baltimore og Washington D.C. 
Inden slaget var Cemetery Hill stedet hvor Evergreen Cemetery var blevet anlagt i 1854. Denne kirkegård blev senere nabo til Gettysburg National Cemetery, som blev indviet af Abraham Lincoln's Gettysburg-talen. Bakken rummer i dag også besøgscenteret om slagmarken ved Gettysburg.

## Fysisk beskrivelse
Cemetery Hill skuer ud over det centrale Gettysburg fra syd med sine 153 m over havets overflade, 24 m højere end byens centrum og ca. 30 meter over vandløbet Winebrenner's Run ved dens fod. Toppen forløber i en sydvestlig-nordøstlig retning over godt 600 m. En lav saddel på højderyggen ca. 135 m fra dens nordøstlige skråning er det punkt hvor Baltimore Pike krydser bakken og adskiller det østlige Cemetery Hill fra resten. Skråningerne mod nord og vest stiger gradvist. På det østlige Cemetery Hill er stigningen mere stejl.

## Slaget ved Gettysburg

### Første dag
I ugen inden slaget ved Gettysburg, havde Cemetery Hill været besat af sydstatskavaleri under oberstløjtnant Elijah V. White den 26. juni og 27. juni, som tog adskillige heste, som var gemt bort af de lokale borgere. Efter at de var taget videre til York County var bakken stort set fri for militær indtil Army of the Potomac ankom.
Den 1. juli efterlod generalmajor Oliver O. Howard infanteri og artilleri til at forsvare bakken hvis hæren fik brug for at falde tilbage fra sine stillinger nord og vest for Gettysburg. Cemetery Hill blev samlingspunktet, da Unionens tropper i I og IX korps trak sig tilbage efter at være blevet overvældet af angreb fra Sydstatshæren. En af de store kontroverser over slaget var den om generalløjtnant Richard S. Ewell, som undlod at angribe og erobre Cemetery Hill.

### Anden dag
Den 2. juli beordrede sydstatsgeneralen Robert E. Lee angreb på begge ender af Unionens linje. Generalløjtnant James Longstreet angreb med sit Første Korps på Unionens venstre fløj (Little Round Top, Devil's Den, Wheatfield). Generalløjtnant Richard S. Ewell og Andet Korps blev tildelt opgaven med at gennemføre et samtidigt skinangreb mod Unionens højre fløj, et mindre angreb som havde til formål at fastholde Unionens forsvarere mod Longstreet. Ewell skulle udnytte enhver succes, som hans skinangreb måtte afstedkomme ved at følge det op med et angreb i fuldt omfang, hvis han fandt det tilrådeligt.
Ewell begyndte sit skinangreb kl. 16 efter at have hørt lyden af Longstreets kanoner mod syd. I tre timer valgte han at begrænse sit angreb til artilleribeskydning fra Benner's Hill, ca. 1.600 m mod nordøst. Selv om Unionshæren på Cemetery led nogen skade ved denne beskydning returnerede de ilden med effekt. Cemetery Hill er over 15 m højere end Benner's Hill, og det betød at Unionens kanonerer havde en klar fordel. Ewells fire batterier blev ødelagt og hans bedste artillerist, den 19 år gamle "Boy Major" Joseph W. Latimer, blev dræbt.
Omkring kl. 19 da sydstaternes angreb mod Unionens venstre fløj og centrum løjede af valgte Ewell at begynde sit hovedangreb med infanteri. Han sendte tre brigade fra generalmajor Edward Johnsons division over Rock Creek og op af den østlige side af Culp's Hill mod en linje af brystværn bemandet af en brigade fra XII Korps under ledelse af brigadegeneral George S. Greene. Greenes mænd afviste Sydstatshærens angreb i timevis, med store tab på begge sider til følge.
Kort tid efter at angrebet mod Culp's Hill blev indledt, mens tusmørket faldt på omkring 19.30 sendte Ewell to brigader fra Jubal A. Earlys division mod den østlige del af Cemetery Hill fra øst og han alarmerede generalmajor Robert E. Rodes om at gøre klar til at lave et opfølgningsangreb mod den egentlige Cemetery Hill fra nordvest. De to brigader fra Earlys division blev ledet af Brigadegeneral Harry T. Hays: hans egen Louisiana Tigers Brigade og Hoke's Brigade, den sidste under kommando af oberst Isaac E. Avery. De indledte angrebet fra en linje parallel med Winebrenner's Run, en smal biflod til Rock Creek sydøst for byen. Heys havde kommandoen over fem regimenter fra Louisiana som tilsammen kun havde ca. 1.200 officerer og mænd. Avery havde tre regimenter fra North Carolina som tilsammen var på 900. Brigadegeneral John B. Gordon støttede Hays og Avery men deltog ikke i kampen.
Forsvaret af det østlige Cemetery Hill bestod af to brigader (obersterne Andrew L. Harris og Leopold von Gilsa) fra Francis C. Barlow's division (nu under kommando af brigadegeneral Adelbert Ames) fra XI Korps. Begge havde været i heftig kamp dagen før og bestod af henholdsvis 650 og 500 officerer og mænd. Harris' mænd var placeret ved en lav stenmur på den nordlige ende af bakken og drejede rundt til Brickyard Lane ved bunden af bakken. (Brickyard Lane var dengang også kendt som Winebrenner's Lane og kaldes i dag for Wainwright Avenue.) Von Gilsa's brigade var spredt langs vejen og på bakken. To regimenter, 41st New York og 33rd Massachusetts var placeret i Culp's Meadow bag Brickyard Lane. LÆngere vestpå på bakken lå divisionerne under generalmajorerne Adolph von Steinwehr og Carl Schurz. Oberst Charles S. Wainwright, som formelt tilhørte I Korps, kommanderede artilleribatterierne på bakken og på Steven's Knoll. Den forholdsvis stejle side på det Østlige Cemetery Hill gjorde det vanskeligt at bruge artilleriild mod infanteri fordi kanonerne ikke kunne sænkes tilstrækkeligt, men de gjorde deres bedste med skrå og dobbeltskrå.
Sydstatshærens angreb begyndte med rebel-hyl mod Ohio regimenterne ved stenmuren. Lige inden sendte Ames det 17th Connecticut fra dens plads på venstre side af linjen til en position i midten. Det efterlod et hul, som Hays' tropper fra Louisiana udnyttede og de tumlede over stenmuren. Andre troper udnyttede andre svage steder i linjen og inden længe havde nogle sydstatssoldater nået batterierne på bakkens top, mens andre kæmpede i mørket med de fire resterende Unionsregimenter i linjen bag stenmuren. På toppen af bakken var kanonererne fra kaptajn Michael Wiedrich's New York batteri og kaptajn Bruce Ricketts' Pennsylvania batteri i nærkamp ved angriberne. Major Samuel Tate fra 6th North Carolina skrev senere:
| „ | 75 North Carolinere fra Sixth Regiment og 12 Louisianere fra Hays's brigade kravlede op af murene og plantede fanerne fra Sixth North Carolina og Ninth Louisiana på kanonerne. Det var nu helt mørkt. Fjenden holdt ud med en udholdenhed som de aldrig før havde udvist med bajonet, musketter brugt som køller, sværd, pistoler og klippestykker fra muren. Vi ryddede højen og bragte kanonerne til tavshed. | “ |
|   | — Major Samuel Tate, Officiel rapport |   |

Generalerne Howard og Schurz hørte kamplarmen og hastede 58th og 119th New York fra oberst Włodzimierz Krzyżanowskis brigade fra det vestlige Cemetery Hill til hjælp for Wiedrich's battery. Howards linjer blev efterhånden noget tynde, så han bad om hjælp fra generalmajor Winfield S. Hancock i II Korps. Hancock beordrede brigaden under oberst Samuel S. Carroll til at haste fra Cemetery Ridge og hjælpe forsvarerne. De ankom i dobbelt marchtempo og angreb i mørket fra kirkegården lige som sydstaternes angreb var ved at ebbe ud. Carrolls mænd sikrede sig Ricketts batteri og fejede North Carolinerne ned af bakken. Ved Wiedrichs batteri førte Krzyżanowski sine mænd i et angreb som fejede angriberne fra Louisiana ned ad bakken indtil de nåede bunden og kastede sig ned, så Wiedrichs kanoner kunne skyde skrå mod de flygtende sydstatssoldater.
Det ville have været meget sværere at forsvare det østlige Cemetery Hill hvis angrebet havde været bedre koordineret. I nordvest var Rodes division ikke klar til at angribe før Earlys kamp var næsten ovre. Det havde slået sig ned vest for byen på markerne langs Long Lane, hvor den stoppede efter at være rykket et kort stykke frem i mørket. Brigadegeneral Dodson Ramseur, den forreste brigadekommandør så det håbløse i at gennemføre et natangreb mod to linjer af Unionstropper bag stenmure og med betydelig artilleristøtte.
Tabene på begge sider var alvorlige. Blandt ofrene var oberst Avery, som blev ramt i nakken af en musketkugle der slog ham af hesten, hvor han blev fundet efter angrebet af adskillige af sine soldater og major Tate fra 6th North Carolina. Ude af stand til at tale fra sine dødelige sår skrev Avery en enkel note til Tate: "Major sig til min far, at jeg døde ved ansigtet vendt mod fjenden. I. E. Avery." Han døde den følgende dag.

### Tredje dag
Den 3. juli var der ikke noget direkte angreb på Cemetery Hill. De primære sydstatsangreb var mod Culp's Hill og mod den lavere dek af Cemetery Ridge. Unionens artilleri vedligeholdt en defensiv beskydning mod Picketts angreb fra bakken og benyttede fortrinsvis granater mod personer. Nogle historikere fastholder, at Robert E. Lee's endelige mål for Longstreets angreb den 2. juli og Pickett's Charge den 3. juli var at tage Cemetery Hill ved at oprulle Unionens venstre flanke langs Cemetery Ridge.

### Efterspil
Efter at Sydstatshæren havde trukket sig tilbage til Virginia var Cemetery Hill i adskillige uger besat af statens milits som etablerede en teltlejr på den østlige top. Deres opgave var at opretholde en militær tilstedeværelse, sikre slagmarken bedst muligt mod gravrøvere og souvenirjægere, indsamle tilbageværende militært udstyr, såsom våben efterladt på slagmarken og levere arbejdskraft og tjenester for de overbebyrdede hospitaler.
Elizabeth Thorn, graveren på Evergreen Cemeterys kone, var ansvarlig for begravelsen af over 100 soldater som blev indsamlet i Cemetery Hill området (hendes mand var i militærtjeneste). Selv om hun var gravid i 7. måned gravede hun sammen med sine gamle forældre og til tider hjulpet af nogle daglejere 105 grave i juliheden.
I månederne lige efter slaget ledte Gettysburg advokaten (og deltids spionen for Unionen) David McConaughy bestræbelser på at erhverve dele af Cemetery Hill til etablering af en Føderal Kirkegård hvor de fleste døde Unionssoldater (bortset fra de som var begravet af Mrs. Thorn på den civile kirkegård) kunne blive begravet. I november 1863, holdt præsident Abraham Lincoln en kort tale ved indvielsen af den nye Nationale Kirkegård. Denne tale blev siden kendt som Gettysburg-talen.

## I dag
I dag har Cemetery Hill stadig to afgrænsede kirkegårde hvoraf byen Gettysburg vedligeholder Evergreen Cemetery, som fortsat er byens hoved kirkegård. Den Nationale Kirkegård ved siden af er vokset betydeligt for at kunne rumme soldater fra andre krige, selv om den oprindelige halvrunde borgerkrigs gravplads forbliver det centrale. National Park Service's besøgscenter og og Gettysburg Cyclorama som tidligere lå på Cemetery Hill og Cemetery Ridge langs Taneytown Road er blevet flyttet til en ny placering langs Baltimore Pike. De gamle bygninger skal rives ned og området vil blive genskabt som det så ud i 1863. De engang åbne områder på de nordlige og vestlige skråninger er i dag stort set dækket af turistrelaterede virksomheder (hoteller, restauranter, gaveboder osv.). Den militære betydning af højderne er ikke så oplagt i dag da det engang så dominerende syn er blevet blokeret af dette gøgl.
Imponerende rytterstatuer af generalmajorerne Oliver O. Howard og Winfield S. Hancock dominerer toppen af det østlige Cemetery Hill.

## Eksterne links
- Elizabeth Thorn's beskrivlse af slaget Arkiveret 30. juni 2008 hos  Wayback Machine

39°49′18″N 77°13′44″V / 39.8216°N 77.2289°V